# Narcisse Théophile Patouillard
Narcisse Théophile Patouillard (Macornay, 2 de julio de 1854 - París, 30 de marzo de 1926) fue un farmacéutico, briólogo, y un eminente micólogo francés.
Su tesis para el doctorado de la Universidad de París (Escuela Superior de Farmacia) « Essai taxonomique sur les familles et les genres des Hyménomycètes » (1900) le confirió una autoridad científica mundial en la clasificación de Basidiomycetes, colocándolo con Quélet, Boudier y Bresadola entre las luminarias de la micología.

## Biografía
Nacido en una familia de agricultores, se apasionó por las Ciencias naturales a los diez años, coleccionando insectos, plantas, minerales. Obligado a interrumpir su educación media en la Escuela Secundaria de Lons-le-Saunier, ingresa, a los quince años, al servicio telegráfico en Jura y luego en París. En 1872, se las arregló para prácticas en Bletterans (Jura) permitiéndole trabajar en el Laboratorio de Altos Estudios del Muséum national d'histoire naturelle. Allí, rodeado de los más grandes botánicos, afirmándose su vocación y su decisión de consagrearse en el estudio de las setas.
Obtiene el diploma de farmacéutico de 2ª clase, en 1879, en Besançon. Y en 1883 ingresa a la Facultad de Farmacia de París, para obtener el diploma de farmacéutico de 1ª clase, en marzo de 1884 con una tesis de primera fuerza: « Des Hyménomycètes au point de vue de leur structure et de leur classification ».
En 1884, Fue uno de los quince farmacéuticos fundadores de la Société mycologique de France, donde fue su tercer presidente, luego de Quélet y de Boudier, en 1891, y en 1892, a continuación, elegido presidente honorario en la reunión del 8 de diciembre de 1892.
En 1885, obtuvo el premio Montagne, discernido por la Academia de las Ciencias por su Tabulae analyticae fungorum: Descriptions et analyses microscopiques des champignons nouveaux, rares ou critiques, publicado en siete fascículos, de 1883 a 1889.
Farmacéutico durante más de cuarenta años, que ejerce en Poligny, de 1881 a 1884, y en Fontenay-sous-Bois de 1884 a 1885, para luego en París, de 1886 a 1898 y, por fin, en Neuilly a partir de 1898. De 1893 a 1900, ejerce las funciones de preparador de la cátedra de Criptógamas de la Escuela Superior de Farmacia de París.
En 1922, renunció como preparador, para dedicarse plenamente a su investigación, y fue nombrado profesor asistente de Criptógamas del Museo, pero lo encuentra la muerte súbita en 1926, mientras aún gozaba de todas sus facultades intelectuales.
A diferencia de su colega Boudier, la obra científica considerable de Narcisse Patouillard fue subestimada, y a veces ignorada, tanto por los poderes públicos, las Academias, y las Facultades de Farmacia. Sin embargo, fueron esos mismos hongos que lo convirtieron en el más alto tributo: la mayoría de los taxones de Patouillard fueron todos validados después de más de un siglo, prueba evidente de la importancia y pertenencia de su taxonomía !
Sólo cuando la Universidad estadounidense de Harvard, en Cambridge adquirió la totalidad de su herbario, anterior a 1905, reconocieron su valor y se decidió clasificar el resto del herbario general del Museo. Por último, cerca de tres mil hojas de notas, dibujos y acuarelas de alta precisión fueron legadas por su hija, en 1968, a la cátedra de Criptógamas del Museo.

## La obra de Patouillard
Su obra fue considerable, tanto cuantitativa, con cerca de 250 publicaciones, como cualitativa. Su excelente conocimiento de las floras tropicales, siendo uno de los mayores especialistas sobre los hongos de Brasil, Chile, Patagonia, China, Congo, Costa Rica, Cuba, Ecuador, Islas Gambier, Guadalupe, Guyana, India, Java, Japón, Luisiana, México, Martinica, Nueva Caledonia, Filipinas, Sáhara, Tíbet, Tonkin, Túnez, Venezuela y Alto Orinoco.
Con mucho material no europeos, describió e ilustró con precisión anatómica y análisis microscópico, sin igual, permitiéndole proponer una nueva clasificación de Basidiomicetes, que dividió en Heterobasidios y en Homobasidios, y se dividieron de acuerdo a su himenio en Angiocarpos, Hemiangiocarpos y en Gimnocarpos, utilizados en todo el mundo durante el siglo XX. La pertinencia de sus puntos de vista se fueron confirmado por análisis citológicos, químicos, y biológicas de micólogos modernos, incluidos el grupo independiente Poliporos verdaderos perfectamente aisados por Patouillard, así como su parentazgo con el género Lentinus.

### Algunas publicaciones
- Doassans, J.E. & Patouillard, N. 1883. Les Champignons figurés et desséchés. Tomo 1-2, Paris 1882, 1883
- Patouillard, N. 1883. Les Champignons comestibles et vénéneux de la flore du Jura. Poligny; J. Gindre
- ----------------. 1883. Tabulae Analyticae Fungorum. Descriptions et Analyses Microscopiques des Champignons Nouveaux, Rares ou Critiques, fasc. 1, 232 p.; ill.n&b, Poligny, France; Jules Gindre impr.
- ----------------. 1885. Tabulae Analyticae Fungorum. Descriptions et Analyses Microscopiques des Champignons Nouveaux, Rares ou Critiques, Ser.I, fasc. 4: 137-180, 32 tabs [N.º 301-400]. Poligny, France; Jules Gindre impr.
- ----------------. 1886. Champignons parasites des phanérogames exotiques. Revue Mycologique, Toulouse 8: 80-85, 1 plancha
- ----------------. 1886. Tabulae analyticae fungorum. Ser.I, fasc. 5: 181-232, pl. 129-160, Poligny, France; Jules Gindre impr.
- ----------------. 1886. Quelques champignons de la Chine, récoltés par le père Delavay dans la province du Yunnam. Revue Mycol., Toulouse 8: 179-182
- ----------------. 1887. Contribution à l’étude des champignons extra-européens. Bulletin de la Société Mycologique de France 3: 119-131
- ----------------. 1887. Note sur quelques champignons de l’herbier du Muséum d’Histoire Naturelle de Paris. Journal de Botanique 1: 169-[170]
- ----------------. 1887. Les Hyménomycètes d’Europe. Anatomie et Classification des Champignons Supérieurs (Matériaux pour l’Histoire des Champignons. I). 166 pp., 4 tableaux. Paul Klincksieck, Paris, 1887
- ----------------. 1888. Quelques espèces nouvelles ou peu connues de champignons extra-européens. Journal de Botanique 2 (9): 149
- ----------------, Gaillard, A. 1888. Champignons du Vénézuéla et principalement de la région du Haut-Orénoque, récoltés en 1887 par M. A. Gaillard. Bull. Soc. Mycol. France 4 (1): 7-46
- ----------------, Gaillard, A. 1888. Champignons du Vénezuéla et principalement de la région du Haut-Orénoque, récoltés en 1887 par M. A. Gaillard. Bull. Soc. Mycol. France 4 (2): 92-129, 3 planchas
- ----------------, Gaillard, A. 1888, publ. 1889. Champignons du Vénézuéla et principalement de la région du Haut-Orénoque, récoltés en 1887 par M. A. Gaillard (suite). Bul. Soc. Mycol. France 4 (3): 92-129
- ----------------. 1889 Fragments mycologiques: Notes sur quelques champignons de la Martinique, Journal de Botanique 3: 335-343
- ----------------. 1889, Tabulae analyticae fungorum, fasc. 7
- ----------------. 1889, publ. 1890. Le genre Ganoderma. Bull. Soc. Mycol. France 5 (11): 64-80
- ----------------. 1890. Sur la place du genre Favolus. Bull. Soc. Mycol. France 6: xix-xxi
- ----------------. 1890. Contributions a la flore mycologique du Tonkin (fin). Journal de Botanique 4: 61-67, 1 plancha
- ----------------, Lagerheim, G. von 1891. Champignons de l’Équateur. Pugillus I. Bull. Soc. Mycol. France 7: 158-184, 2 planchas XI-XII
- ----------------. 1891. Contributions a la flore mycologique du Tonkin. Journal de Botanique 19: 313-321
- ----------------. 1892. Champignons nouveaux extra-Européens. Bull. Soc. Mycol. France 8: 46-56, 1 plancha
- ----------------. 1892. Une clavariée entomogène. Revue Mycologique (Toulouse) 14: 67-70
- Lagerheim, G. de & Patouillard, N. 1892 Sirobasidium, nouveau genre d'Hyménomycètes hétérobasidiés, Journal de Botanique Morot 6: 465-469
- Boudier, J.L.É. & Patouillard, N.T. 1892. Description de deux nouvelles espèces de Gymnoascus de France. Bull. Soc. Mycol. France 8: 43-45, 1 planche.
- Patouillard, N. & Lagerheim, G. von 1892. Champignons de l’Équateur. Pugillus II. Bull. Soc. Mycol. France 8 (2): 113-140, 2 planchas XI-XII
- ----------------, Lagerheim, G. de 1893. Champignons de l’Équateur. Pugillus III. Bull. Soc. Mycol. France 9: 124-165, 3 planchas VIII-X
- ----------------. 1893. Quelques champignons asiatiques nouveaux ou peu connus. Bulletin de l’Herbier Boissier 1: 300-303
- ----------------. 1893. Quelques champignons du Thibet. J. Bot. Morot 7: 343-344
- ----------------, Hariot, P. 1893. Fungos aliquot novos in regione Congoana collectos. Bull. Soc. Mycol. France 9: 206-211, 4 planchas
- ----------------. 1894. Les Terfez de la Tunisie. J. Bot. Morot 8: 153-156
- ----------------. 1894. Espèces critiques d’Hyménomycètes. Bull. Soc. Mycol. France 10 (2): 75-81
- ----------------. 1894. Asterodon, nouveau genre de la famille des Hydnacées. Bull. Soc. Mycol. France 10: 129-130
- ----------------, Lagerheim, G. von 1895. Champignons de l’Équateur. Pugillus IV. Bulletin de l’Herbier Boissier 3 (1): 53-74, 1 plancha II
- ----------------, Lagerheim, G. de 1895. Champignons de l’Équateur. Pugillus V. Bull. Soc. Mycol. France 11: 205-234
- ----------------. 1896. Champignons nouveaux ou peu connus. Bull. Soc. Mycol. France 12: 132-136, 1 plancha
- ----------------. 1897. Énumération des champignons récoltés à Java par M. Massart. Annales du Jardin Botanique de Buitenzorg Supplément 1: 107-127, 2 planchas
- ----------------. 1897. Additions au catalogue des champignons de la Tunisie. Bull. Soc. Mycol. France 13: 197-216, 1 plancha
- ----------------. 1897. Catalogue raisonné des plantes cellulaires de la Tunisie. i-xxiv, 1-158. Paris; Imprimerie Nationale
- ----------------. 1898. Quelques champignons nouveaux récoltés au Mexique par Paul Maury. Bull. Soc. Mycol. France 14: 53-57, 1 plancha
- ----------------. 1898. Champignons nouveaux ou peu connus. Bull. Soc. Mycol. France 14: 149-156
- ----------------. 1898. Quelques champignons de Java. Bull. Soc. Mycol. France 14: 182-198
- ----------------. 1900. Champignons de la Guadeloupe. Bull. Soc. Mycol. France 16: 175-188
- ----------------. 1900. Essai taxonomique sur les familles et les genres des Hyménomycètes (tesis para obtener su doctorado, Universidad de París, Escuela Superior de Farmacia), 184 pp., fig. Lons-le-Saunier; Declume
- ----------------. 1901. Champignons Algéro-Tunisiens nouveaux ou peu connus. Bull. Soc. Mycol. France 17: 182-188, 2 planchas
- ----------------. 1902. Champignons Algéro-Tunisiens nouveaux ou peu connus (suite). Bul. Soc. Mycol. France 18: 47-53
- ----------------. 1902. Champignons de la Guadeloupe, recueillis par le R.P. Duss. Bull. Soc. Mycol. France 18 (2): 171-186
- ----------------. 1902. Description de quelques champignons extra-europeéns. Bull. Soc. Mycol. France 18: 300-304, 1 plancha
- ----------------. 1903. Additions au catalogue des champignons de la Tunisie. Bull. Soc. Mycol. France 19 (3): 254-261
- ----------------. 1904. Description des quelques champignons nouveaux des Iles Gambier. Bulletin Trimestriel de la Société Mycologique de France 20: 135-138, 1 fig.
- ----------------, Hariot, P. 1905. Fungorum novorum. Decas prima. Bull. Trim. Soc. Mycol. France 21(2): 84-86, 1 plancha
- ----------------. 1908. Champignons nouveaux ou peu connus. Bull. Trim. Soc. Mycol. France 24: 1-12, fig.
- ----------------, Hariot, P. 1908. Fungorum novorum. Decas secunda. Bull. Trim. Soc. Mycol. France 28: 280-284, 1 plancha
- ----------------, Hariot, P. (1908). Fungorum novorum. Decas tertia. Bull. Trim. Soc. Mycol. France 28: 280-284, 1 plancha
- Hariot, P. & Patouillard, N. (1911). Collections recueillies par M. A. Chevalier au Congo français. Les champignons de la région Chari-Tchad. Bulletin du Muséum National d’Histoire Naturelle (Paris) 17 (5): 364-370
- Patouillard, N. (1912). Quelques champignons du Costa-Rica. Bull. Trim. Soc. Mycol. France 28: 140-143
- ----------------, Hariot, P. (1912). Fungorum novorum. Decas quarta. Bull. Trim. Soc. Mycol. France 28: 280-284, 1 plancha
- ----------------. 1913. Quelques champignons de Tonkin. Bull. Trim. Soc. Mycol. France 29: 206-228
- ----------------. 1914. Quelques champignons du Congo. Bull. Trim. Soc. Mycol. France 30: 336-346, 1 plancha

### Principalestaxonespublicados por Patouillard
Géneros :
- Guepiniopsis Pat. (Dacrymycetaceae), Tabl. analyt. Fung. France (Paris) 1: 27 1883
- Hirsutella Pat. (Clavicipitaceae, Hypocreales), Revue mycol., Toulouse 14: 67 1892
- Lacrymaria Pat., Hyménomyc. Eur. (Paris): 122 1887
- Leucocoprinus Pat., J. Bot. Morot 2: 16 1888
- Melanoleuca Pat., Catalogue Raisonne des Plantes Cellulaires de la Tunisie (Paris): 22 1897
- Nevrophyllum Pat., in Doassans, J.E. & Patouillard, N., Revue mycol., Toulouse 8(29): 26 1886
- Phaeolus (Pat.) Pat., Essai Tax. Hymén. (Lons-le-Saunier): 86 1900
- Septobasidium Pat. (Septobasidiaceae, Urediniomycetes), J. Bot. Morot 6: 63 1892
- Sirobasidium Pat. (Sirobasidiaceae, Tremellales), in Lagerheim, D. de & Patouillard, N. Sirobasidium, nouveau genre d’Hyménomycètes hétérobasidiés. J. Bot. Morot 6: 465-469 1892
- Spongipellis Pat., Hyménomyc. Eur. (Paris): 140 1887

Especies :
- Aleurodiscus disciformis (Fries) Patouillard 1894
- Amauroderma subrugosum (Bresadola & Patouillard) Torrend
- Ascobolus demangei Patouillard
- Bovistella radicata (Durrieu & Montagne) Patouillard
- Bovistella yasudae (Durrieu & Montagne) Patouillard
- Coprinus auricomus Patouillard
- Cordyceps aspera Patouillard 1893
- Cordyceps lacroixii Hariot & Patouillard 1904
- Crinipellis stipitaria (Fries: Fries) Patouillard
- Crinipellis zonata (Peck) Patouillard
- Cyphella albissima Patouillard & Doassau 1886
- Cyphella albomarginata Patouillard 1885
- Cyphella anomala (Persoon: Fries) Patouillard 1900
- Cyphella candida (Persoon: Fries) Patouillard 1900
- Cyphella capula var. flavescens Patouillard 1883
- Cyphella carnea Patouillard 1923
- Cyphella chromospora Patouillard 1883
- Deflexula fascicularis (Bresadola & Patouillard) Corner
- Ganoderma applanatum (Persoon: Wallroth) Patouillard
- Ganoderma boninense Patouillard
- Ganoderma carnosum Patouillard
- Helicogloea lagerheimii Patouillard 1892
- Helvella phlebophora Patouillard & Doassau 1886
- Hydnobolites cerebriformis var. mougeotii Patouillard
- Inocybe obscura var. rufa Patouillard
- Lepiota cepaestipes (Sowerby: Fries) Patouillard
- Lepista flaccida (Sowerby: Fries) Patouillard
- Lepista inversa (Scopoli) Patouillard
- Leucocoprinus cepistipes (Sowerby: Fries) Patouillard 1889
- Leucocoprinus fragilissimus (Ravenel) Patouillard
- Lilliputia gaillardii Boudier & Patouillard
- Marasmius leveilleanus (Berkeley) Patouillard
- Melanoleuca brevipes (Bulliard: Fries) Patouillard
- Melanoleuca grammopodia (Bulliard: Fries) Patouillard
- Melanoleuca humilis (Persoon: Fries) Patouillard
- Multiclavula asterospora Patouillard
- Phaeangium lefebrurei Patouillard
- Phaeolus schweinitzii (Fries) Patouillard
- Phellinus contiguus (Fries) Patouillard
- Phellinus ferruginosus (Schrader: Fries) Patouillard
- Phellinus gilvus (Schweinitz: Fries) Patouillard
- Podoscypha multizonata (Berkeley & Broome) Patouillard 1928
- Polyporus rhizophilus Patouillard 1894
- Russula congoana Patouillard 1914
- Sarcodon fuligineoviolaceus (Kalchbrenner) Patouillard
- Sarcodon joeides (Passerini) Patouillard
- Spongipellis spumeus (Sowerby: Fries) Patouillard 1900
- Stephanospora caroticolor (Berkeley) Patouillard
- Tirmania ovalispora Patouillard
- Typhula corallina Quélet & Patouillard 1883

## Reconocimientos
- 1920: miembro honorario de la British Mycological Society
- 26 de septiembre de 1976: ceremonia celebrada por iniciativa de S.M.F., en su comuna natal de Macornay para depositar una placa a la memoria de este gran micólogo

## Eponimia
El más famoso es sin duda la venenosa Inocybe patouillardii Bres.

Un solo género le fue dedicado por Carlo Luigi Spegazzini:
- Patouillardiella Speg. 1889[2]

Otras especies, la mayoría de micólogos extranjeros, debido a su prestigio internacional :
- Claviceps patouillardiana Henn. 1899; Clavicipitaceae
- Boletus patouillardii Singer 1947; Boletaceae
- Buellia patouillardii (Hue) Zahlbr.; Physciaceae
- Camillea patouillardii Laessøe, J.D.Rogers & Whalley 1989; Xylariaceae
- Cantharellus patouillardii Sacc. 1891; Cantharellaceae
- Catacauma patouillardii Theiss. 1920, (= Vestergrenia multipunctata); Dothideaceae
- Cercospora patouillardii Sacc. & D.Sacc.; Anamorphe Mycosphaerella
- Ceriosporella patouillardii (Letendre) Berl. 1894; Halosphaeriaceae
- Clavaria patouillardii Bres. 1892, (= Lentaria patouillardii); Gomphaceae
- Collybia patouillardii Sacc. & P.Syd. 1899; Tricholomataceae
- Coprinus patouillardii Quél. 1884; Agaricaceae
- Crinipellis patouillardii Singer 1943; Tricholomataceae
- Dimerina patouillardii Theiss. ; Pseudoperisporiaceae
- Diplodina patouillardii Sacc. & P.Syd.; Anamorphe Cryptodiaporthe
- Fusarium patouillardii Sacc.; Anamorphe Gibberella
- Gymnoconia patouillardii Trotter , (= Joerstadia patouillardii); Phragmidiaceae
- Hexagonia patouillardii Beeli 1927, (= Echinochaete brachypora); Polyporaceae
- Hirsutella patouillardii Koval 1977; Anamorphe Cordyceps
- Humaria patouillardii Gillet & Sacc.; Pyronemataceae
- Inocybe patouillardii Bres. 1905, (= Inocybe erubescens); Cortinariaceae
- Inonotus patouillardii (Rick) Imazeki 1943; Hymenochaetaceae
- Joerstadia patouillardii Trotter) Gjaerum & Cummins 1982; Phragmidiaceae
- Lecidea patouillardii'' Hue ; Lecideaceae
- Lembosia patouillardii Sacc. & P.Syd. 1891; Asterinaceae
- Lentaria patouillardii Bres.) Corner 1950; Gomphaceae
- Lepiota patouillardii Sacc. & Trotter 1912, (= Lepiota brunneoincarnata); Agaricaceae
- Marasmiellus patouillardii (Sacc. & P.Syd.) Zhu L.Yang 2000; Marasmiaceae
- Marasmius patouillardii Sacc. & P.Syd. 1899; Marasmiaceae
- Meliola patouillardii Gaillard 1892; Meliolaceae
- Merulius patouillardii (Sacc.) Kuntze 1898; Meruliaceae
- Mycosphaerella patouillardii (Sacc.) anon. 1970; Mycosphaerellaceae
- Odontia patouillardii Sacc. & P.Syd. 1899; Steccherinaceae
- Phoma patouillardii Sacc. 1892; Anamorphe Leptosphaeria
- Phyllosticta patouillardii Sacc. & D.Sacc.; Anamorphe Guignardia
- Pistillina patouillardii Quél. 1883, (= Typhula capitata); Typhulaceae
- Polyporus patouillardii Lloyd 1915; Polyporaceae
- Polyporus patouillardii Rick 1928, (= Inonotus patouillardii); Hymenochaetaceae
- Polystictus patouillardii Rick 1907, (= Inonotus patouillardii); Hymenochaetaceae
- Pseudoneottiospora patouillardii Nag Raj 1993; Anamorphe Ascomycetes
- Russula patouillardii Singer 1935; Russulaceae
- Sclerotium patouillardii Sacc. & P.Syd.; Typhulaceae
- Septobasidium patouillardii Burt ; Septobasidiaceae
- Septoria patouillardii Sacc. & P.Syd. 1899; Anamorphe Mycosphaerella
- Sphaerella patouillardii Sacc. 1891; Mycosphaerellaceae
- Trametes patouillardii Trotter 1925; Polyporaceae
- Tremella patouillardii Syd. ; Tremellaceae
- Typhula patouillardii'' Quél.) Corner 1950; Typhulaceae
- Xanthochrous patouillardii Rick 1933; Hymenochaetaceae
- Xylaria platypoda var. patouillardii P.Joly) J.D.Rogers 1988; Xylariaceae
- Xylosphaera platypoda var. patouillardii P.Joly 1968; Xylariaceae